# Château de Montaigut-sur-Save
 (avril 2019).
Le château de Montaigut-sur-Save est une bâtisse fortifiée anciennement située sur la commune de Montaigut-sur-Save, en Haute-Garonne.

## Histoire
Construit peu après la guerre de Cent ans, le château se trouvait sur les pentes du "mont aigu", aux côtés de la chapelle Notre-Dame d'Alet. Il a remplacé un ancien manoir appartenant aux seigneurs de Montaigut. Cette nouvelle demeure fortifiée a tout d'abord été la propriété de la famille Faudoas-Barbazan.  Le château passa au sénéchal Antoine de Rochechouart en dot de Catherine de Faudoas (1517), avant de revenir aux comtes de Mauléon-Couzerans. Devenu le siège d'une baronnie en 1647, le château fut vendu en 1678 à Henry le Mazuyer, procureur général au parlement de Toulouse, qui obtint son érection en marquisat en mai 1681. Par alliance, le château passe aux comtes de Thézan de Poujol, puis à la famille de Tournier.
Cependant, le château a été détruit à la suite de la Révolution, après avoir été vendu comme bien national à Arnaud Traverse (un maçon de Toulouse) pour qu'il le démolisse en 1795. Il ne subsiste aujourd'hui que quelques ruines de fondations retrouvées récemment lors de travaux sur la commune.

## Architecture
Le château était flanqué de quatre énormes tours et possédait en son centre un grand donjon. Il ne reste que peu d'informations, car elles ont été perdues lors des troubles, si ce n'est ce croquis d'époque Louis XIV :